# Hirtella burchellii
Hirtella burchellii là một loài thực vật có hoa trong họ Cám. Loài này được Britton mô tả khoa học đầu tiên năm 1890.